# (22528) Elysehope
(22528) Elysehope (1998 FH34) – planetoida z grupy pasa głównego asteroid okrążająca Słońce w ciągu 3,28 lat w średniej odległości 2,21 j.a. Odkryta 20 marca 1998 roku.